# 라준성
라준성 (1990년 8월 25일 ~ )은 전 삼성 라이온즈의 내야수이다.